# Woźniki (Lubliniec)
Pour les articles homonymes, voir Woźniki.
Woźniki est une ville polonaise de la voïvodie de Silésie et du powiat de Lubliniec. Elle est le siège de la gmina de Woźniki . Elle s'étend sur 71,01 km2. 

## Histoire
De 1743 à 1922, Woischnik fait partie de l'arrondissement de Lublinitz dans le district d'Oppeln au sein de la province de Silésie.